# Maxillaria simplicilabia
Maxillaria simplicilabia är en orkidéart som beskrevs av Charles Schweinfurth. Maxillaria simplicilabia ingår i släktet Maxillaria och familjen orkidéer. Inga underarter finns listade i Catalogue of Life.